# NGC 5800
NGC 5800 (również ESO 223-SC11) – gromada otwarta znajdująca się w gwiazdozbiorze Wilka. Odkrył ją John Herschel 8 lipca 1834 roku. Jest położona w odległości ok. 3,8 tys. lat świetlnych od Słońca.